# Comarum salesovianum
Comarum salesovianum là loài thực vật có hoa trong họ Hoa hồng. Loài này được (Stephan) Asch. & Graebn. mô tả khoa học đầu tiên năm 1904.